# Sofitel

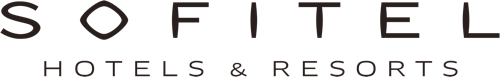
Logo der Sofitel Hotels & Resorts

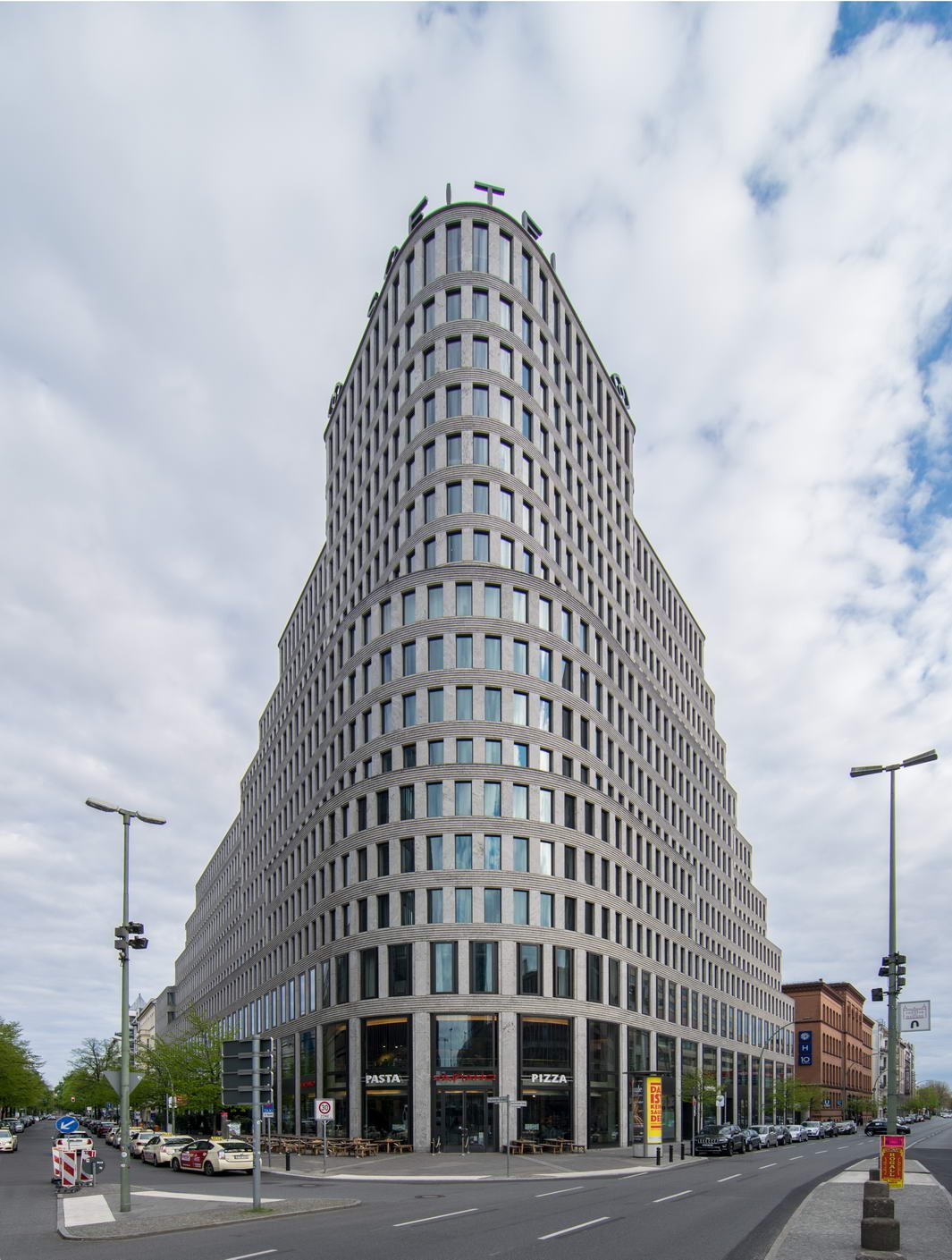
Ehemaliges Sofitel (nun Dorint) am Kurfürstendamm in Berlin-Charlottenburg (2017)

Sofitel ist eine internationale Luxus-Hotelkette. Sie wurde 1964 in Straßburg gegründet und ist seit 1975 Teil des französischen Konzerns Accor. Zu Sofitel gehören weltweit 77 Hotels der 5-Sterne-Kategorie.

## Geschichte
Sofitel wurde auf Initiative der Banque de Paris et des Pays-Bas gegründet. Das erste Hotel eröffnete 1964 in Straßburg, 1974 kam mit dem Haus in Minneapolis der erste internationale Standort hinzu. 1975 wurde Sofitel von der Société d'investissement et d'exploitation hôteliers (SIEH) gekauft, die seit den 1980er Jahren unter dem Namen Accor firmiert und zwischenzeitlich AccorHotels hieß. Von Beginn an legte Sofitel großen Wert auf die technische Ausstattung ihrer Häuser, beispielsweise durch die Einführung hochmoderner Telefone in den Zimmern schon Ende der 1980er Jahre.
Im Zuge von Umstrukturierungen der Unternehmensgruppe Accor in den 1990ern erhielten die Budget- und Mittelklasse-Hotels von Ibis, Novotel und Co. mehr Bedeutung. Gleichzeitig rückte Sofitel an die Spitze des Unternehmens. Die Hotelkette entwickelte sich immer mehr zur Luxusmarke. In den 1990er Jahren spekulierten Medien über einen Verkauf von Sofitel an einen Investor, der jedoch letztendlich nicht realisiert wurde. Um eine größere Zielgruppe zu erschließen, wurden zunehmend neben Privatpersonen auch Geschäftsreisende als Zielgruppe ins Visier genommen.
In Folge der COVID-19-Krise meldete das Sofitel Berlin Kurfürstendamm am 17. Juli 2020 Insolvenz an. Das Hotel hatte zuletzt eine Auslastung von nur noch 25 %. Dieser Standort wurde im November 2020 von Dorint übernommen.
Der Standort in Hamburg wurde zum 30. Juni 2021 geschlossen. Das dortige Haus soll abgerissen werden.

## Marken
Kern der Hotelkette sind die Sofitel Hotels & Resorts mit fünf Sternen. Accor beschreibt die Häuser als eine „exklusive Liaison französischer Eleganz, lokaler Kultur und Gastronomie“. In Deutschland gibt es derzeit zwei Sofitel-Hotels, davon eines in Frankfurt am Main und eines München. In Österreich ist die Kette mit einem Hotel in Wien vertreten, in der Schweiz gibt es keinen Standort.
Unter dem Dach von Sofitel führte Accor mit SO Sofitel, Sofitel Legend und MGallery by Sofitel drei weitere Marken ein. Bei SO Sofitel handelt es sich um zeitgenössisch eingerichtete Lifestyle-Hotels. Dagegen befinden sich Häuser der Marke Sofitel Legend in denkmalgeschützten Gebäuden mit besonderer historischer Bedeutung, beispielsweise Palästen. Mit MGallery by Sofitel ist die Hotelkette im Bereich der Boutique-Hotels aktiv.